# 객주
객주(客主)는 옛날부터 한국에 있었던 주요한 상업·금융기관의 하나이다. 이들은 포구에서 활동하던 상인이며, 객주나 여각은 각 지방의 선상(船商)이 물화를 싣고 포구에 들어오면 그 상품의 매매를 중개하고, 부수적으로 운송, 보관, 숙박, 금융 등의 영업도 하였다. 객주와 여각은 지방의 큰 장시에도 있었다.

## 개요
객주제도란 14세기 중엽 영국의 양모업(羊毛業) 부문에서 발달됐던 푸팅 아웃 시스템(putting out system：先貸制度)과 같은 형태로서 조선시대에 발달된 한국의 중요한 상업·금융기관의 하나이다. 이것은 생산자로부터 소비자에게 이르는 상품의 유통과정이 복잡해짐에 따라, 즉 상품시장의 확대수요량측정이 곤란해짐에 따라 발생하는 일종의 중개업(仲介業)이라 하겠다.  객주(客主)의 업무는 상품의 매매가 주가 되지만, 창고업·위탁판매업·운수업의 업무를 비롯하여 오늘날의 은행 업무와 비슷한 일도 하였고, 하주(荷主)에 대한 숙박업도 겸하였다. 다시 말해서 객주는 생산자나 상인들의 화물을 받아들이고, 그들의 위탁에 따라 매매를 알선, 그 구전(口錢)을 받았으며, 화물 위탁자나 이것을 살 사람에게 화물을 담보로 대금(代金)의 체당(替當)이나 자금융통을 해주었다. 이때 토지·가옥 등의 부동산을 담보로 하는 경우도 없지 않았으나 신용대부(信用貸付)가 일반적이었다.  객주제도의 특색은 화물거래·대금체당(替當)·자금융통 등을 할 경우 어음을 발행하거나 인수하고, 이것으로써 원격지간(遠隔地間)의 재화·금전의 결재를 대행했다는 점이다. 그리고 객주의 환표(換票)의 사용은 교통이 불편했던 당시의 사정을 고려할 때 여각(旅閣)이나 지방 상인들에게 많은 도움이 되었을 것으로 보인다.  이 밖에도 하주의 자금 또는 왕실·양반 등을 위하여 예금을 취급한 객주는 이와 같은 업무를 통하여 거대한 상업자본의 축적이 가능하였는데, 조선 말기(1876년 강화조약 체결 이후)에는 외국무역을 담당, 외국상인과 교섭을 벌여 외국상품의 판매에 중개역할을 하였다.   또한 외국상품의 유입(流入)에 따라 객주들은 객주회(客主會 또는 傳物會)를 조직, 서양의 길드(guild)적 동업조합으로서의 기능을 발휘하기도 했는데, 인천과 부산에 25개의 객주를 설치(1890년), 화물의 도매업과 창고보관업·운수업 등을 맡아보다가 1930년대에 이르러 없어졌다.  독일에서 발달한 페를라크 시스템(Verlages system), 프랑스의 객주업(commandite industrielle)과 비슷하다.

## 연원
객주의 기원이나 연혁은 자세히 알 수 없으나 고려 때부터 있은 것으로 추측되고 있다. 객주란 객상주인(客商主人)이라는 뜻이며, 주인이란 주선하는 사람을 의미하는 말이다.

## 종류
객주에는 보행객주(步行客主)와 물상객주(物商客主)의 2종류가 있다. 보행객주는 주막(酒幕)보다는 여러모로 고급이며 객실(客室)·대우(待遇) 등도 좋아서 중류 이상의 양반계급이 숙박하던 곳이다. 이에 대하여 물상객주는 일종의 상업·금융기관으로서 중요한 기능을 가지고 있었다. 주된 업무는 상품의 매매였으나 동시에 창고업·위탁판매업·운송업을 취급하였으며 또 이들 업무에 부수(附隨)하여 오늘날의 은행 업무와 비슷한 일을 하였고, 하주(荷主)의 편의를 위하여 여숙업(旅宿業)도 겸하였다.

## 운영
상품의 생산자나 상인들이 보낸 화물을 받아들이고, 혹은 지방에서 화물을 가지고 온 상인들을 실비(實費)로 재우기도 하였으며, 한편 그 위탁에 응하여 화물의 매매를 주선해 주고 구전(口錢)을 받았다. 그런데 반드시 일정한 구전을 받는 것이 아니고 경우에 따라 차이가 있었는데, 보통은 대가(代價)의 100분의 1 내지 5정도였다. 객주는 화물의 보관도 받았으나 특별히 창고세를 받지는 않았다. 다만 아주 오래 팔리지 않거나, 팔리기 전에 화주(貨主)가 자기 화물을 다른 곳으로 옮길 경우에는 창고세를 받는 일이 있었다.
객주는 또한 화물을 가진 사람이나 살 사람에 대해서 대금(代金)의 입체(立替)·자금의 융통을 해주어 그 화물을 담보로서 잡아 둘 수가 있으며, 특수한 경우에는 토지·가옥 등 부동산(不動産)으로써 이에 충당시키는 일도 가끔 있었으나 대부분은 신용대부(信用貸付)를 행하였다. 그리고 화물의 거래·대금입체(代金立替)·자금제공 등을 할 경우 흔히 수표(手票) 비슷한 어음(於音)을 발행하거나 인수(引受)하고, 또 멀리 떨어져 있는 지방간의 금전(金錢)·재화(財貨)의 결제(決濟)를 대행하거나, 오늘날의 환(換) 비슷한 환표(換票)를 발행·인수하여 교통이 불편하던 당시에 여객이나 상인들에게 많은 편의를 주었다.
또 객주는 하주(荷主)의 자금, 혹은 왕실·대관(大官)·양반 등을 위하여 예금(預金)도 취급하였다. 이럴 경우 일반적으로 하주나 상인에 대해서는 1푼(分) 내지 2푼의 이자를 지불하는 반면 왕실이나 양반 등에 대해서는 대개 이자가 없는 것이 원칙이었으나, 고종 때 흥선대원군이 정권을 잡은 뒤로는 한 달에 2푼의 이자를 붙이게 되었다. 또 객주는 지방에서 중앙의 각 관청에 바치는 물품·금전 등도 취급하였는데, 정부의 두터운 보호를 받기도 하였다.

## 개항기의 객주
관리들의 엽관(獵官) 운동의 자금을 대주어 일이 잘되면 특정한 화물을 독점적으로 취급하는 특권을 얻는 수도 있었다. 봉건적인 경제 체제이긴 하였으나 그 업무를 통하여 자본을 축적할 수 있어서, 개항(開港)과 동시에 초기 외국 무역의 담당자가 되어 새로운 자본 계급을 형성하게 되었다.
1876년(고종 13) 강화도 조약 체결 후 외국 상품이 개항지(開港地)를 조직하여 길드(Guild)적인 동업 조합(同業組合)의 기능을 발휘하였으며, 이들은 개항지에서 외국인과 절충하여 외국 상품 판매의 중개 역할도 하여 꽤나 수익을 많이 보곤 하였다. 그러나 1882년에 조청상민수륙장정을 통해 객주는 몰락하는 계기가 되었기도 했다. 1890년(고종 27) 인천·부산항에 객주 25개소를 설치하여 화물(貨物)을 취급하는 도매업과 운송업·창고업 등 운영하는 상회사를 설립하여 맡아보면서 구전(口錢)을 받도록 하였다. 1930년에 철폐되었다.

## 같이 보기
- 도고
- 보부상
- 여각